# Total Eclipse
Total Eclipse (bra: Eclipse de uma Paixão; prt: Eclipse Total) é um filme ítalo-franco-belgo-britânico de 1995, do gênero drama romântico-biográfico, dirigido por Agnieszka Holland, com roteiro de Christopher Hampton.

## Sinopse
Com base em cartas e poemas, apresenta a história de um relacionamento entre dois poetas do século XIX (França), Paul Verlaine (David Thewlis) e Arthur Rimbaud (Leonardo DiCaprio).
Isabelle Rimbaud, irmã de Arthur Rimbaud, pede os manuscritos que restam dos poemas de Rimbaud a Paul Verlaine para que sejam queimados. Verlaine recorda a relação selvagem que manteve com Rimbaud e que teve inicio quando este era ainda adolescente que lhe enviou a suas poesia em 1871. Verlaine, fascinado, impulsivamente convida-o para a sua casa rica de seu sogro, em Paris, onde vive com sua jovem, mulher grávida. Rimbaud não mostra o mínimo do que ra considerado "boas maneiras". Verlaine é seduzido pelo jovem Rimbaud de 16 anos, pelo seu físico, pela sua originalidade e  pela sua mente criativa. O estado de casado, heterossexual e de vida fácil da classe média estavam a sufocar Verlaine, que encontra em Rimbaud a rebelião e a libertação, que não o livrarão da  sua auto-indulgência e do masoquismo. Inicia-se um violento relacionamento entre os dois poetas. Em Bruxelas, Verlaine, bêbado,  atira e fere Rimbaud, e é condenado à prisão por sodomia e tentativa de assassinato. Na prisão, Verlaine  converte-se ao cristianismo depois de ser ridicularizado pela sua antiga mulher. Após a libertação ele encontra Rimbaud na Alemanha e em vão procura reavivar a relação. Mas renegando a literatura, Rimbaud viaja pelo mundo sozinho, acabando por ficar em Abissínia (antiga Etiópia), onde arranja uma amante. Um ferimento e consequente tumor no joelho direito obriga-o a voltar a França onde a sua perna será amputada. No entanto, as metastases do cancro espalham-se pelo corpo e ele  acaba por morrer aos 37 anos.  A irmã de Rimbaud afirma que seu irmão aceitou confessar-se a um padre antes de morrer onde mostrou arrependimento pela sua literatura "imoral" e, por  isso, exige a destruição dos manuscritos em poder de Varlaine. Verlaine finge concordar e enviar em seguida as poesias  e, bebendo absinto no qual se tornou viciado, tem uma visão de Rimbaud declarando seu amor eterno por ele.

## Elenco
- Leonardo DiCaprio - Arthur Rimbaud
- David Thewlis - Paul Verlaine
- Romane Bohringer - Mathilde Maute
- Dominique Blanc - Isabelle Rimbaud
- Felicie Pasotti Cabarbaye - Isabelle (criança)
- Nita Klein - mãe de Rimbaud
- James Thiérrée - Frederic
- Emmanuelle Oppo - Vitalie
- Denise Chalem - sra. Maute De Fleurville
- Andrzej Seweryn - sr. Maute De Fleurville
- Christopher Thompson - Carjat
- Bruce Van Barthold - Aicard
- Christopher Chaplin - Charles Cros
- Christopher Hampton - o juiz
- Mathias Jung - André